# Brachysternus prasinus
Brachysternus prasinus — вид жуків родини Пластинчастовусі (Scarabaeidae). Вид зустрічається у гірських лісах на півдні Чилі та Аргентини .

## Опис
Це жуки зеленого забарвлення, завдовжки 2-2,3 см. Ноги світло-коричневі з білими волосками. Виліт жуків відбувається з листопада по лютий.
Личинки завдовжки 24-27 мм. Живиться корінням та листям Nothofagus dombeyi та Nothofagus antarctica.